# Amanzio Moroncelli
Silvestro Amanzio Moroncelli (Fabriano, 1652 – Fabriano, 1719) è stato un abate e cartografo italiano.

## Biografia
Formatosi al monastero al Monastero di Montefano, nei pressi di Fabriano nelle Marche, era forse stato allievo del cartografo e produttore di globi Carlo Benci. Formatosi successivamente nel monastero di Santo Stefano del Cacco a Roma, entrò nella cerchia di artisti e letterati che gravitavano alla corte della regina Cristina di Svezia.